# Platyurosternarchus crypticus
Platyurosternarchus crypticus är en fiskart som beskrevs av De Santana och Richard P. Vari 2009. Platyurosternarchus crypticus ingår i släktet Platyurosternarchus och familjen Apteronotidae. Inga underarter finns listade i Catalogue of Life.